# The Bank Messenger Mystery
Pour plus de détails, voir Fiche technique et Distribution.
The Bank Messenger Mystery est un film britannique réalisé par Lawrence Huntington, sorti en 1936.

## Fiche technique
- Titre : The Bank Messenger Mystery
- Réalisation : Lawrence Huntington
- Scénario : Lawrence Huntington
- Photographie : Eric Cross
- Production : Will Hammer
- Pays d'origine : Royaume-Uni
- Format : Noir et blanc - 1,37:1
- Genre : policier
- Durée : 56 minutes
- Date de sortie : 1936

## Distribution
- George Mozart : George Brown
- Francesca Bahrle : Miss Brown
- Paul Neville : Harper